# 吹き矢

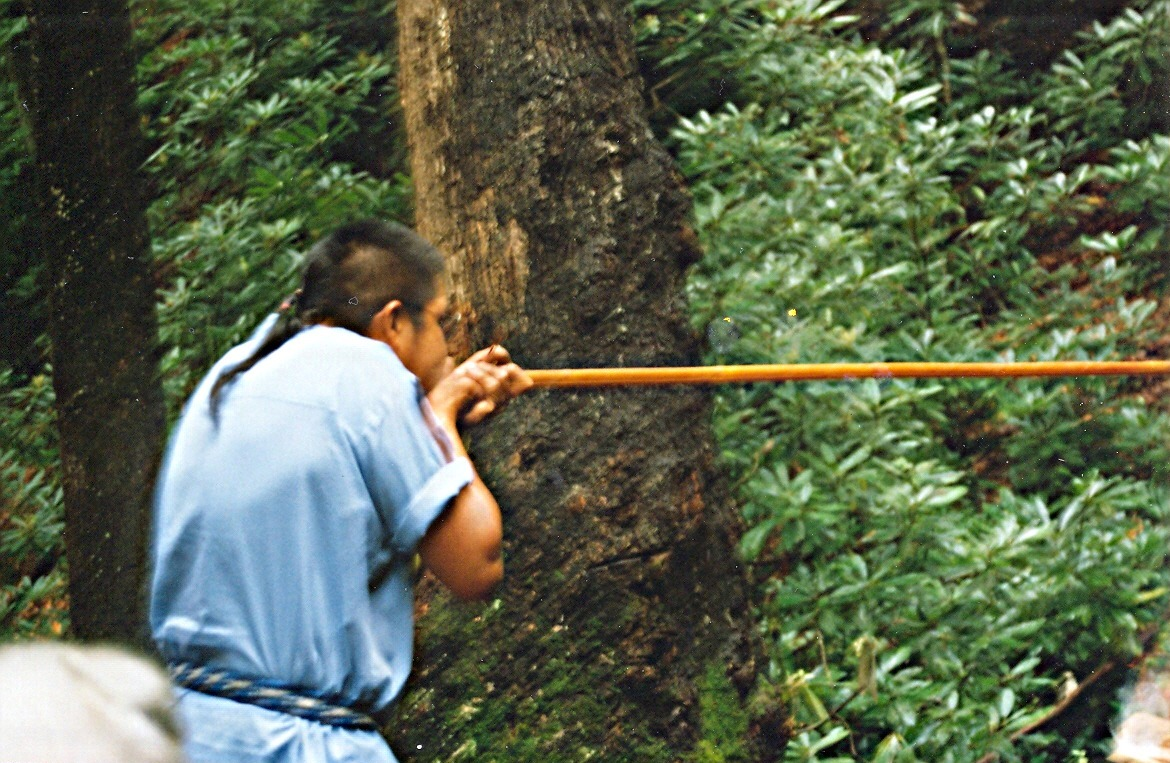
北米先住民の吹き矢を射る様子

吹き矢（ふきや）とは、1-3m程度の中空の筒と、これに使用する針が付いた矢（弓矢の矢とは違い、ダーツの矢に近いが、矢羽の形状が大きく異なる）からなる、狩猟や競技に用いる道具で、広義には飛び道具といわれる武器でもある。

## 概要
吹き矢は、弓矢とは違い、吹き筒といわれるものに矢を込めて、筒の片側から口で息を吹き込んで、その空気圧によって矢を飛ばすものである。弓矢の矢羽は風を切り、その空気抵抗で直進性を高める役目を果たすが、吹き矢の矢の矢羽は筒と矢の密閉を高め、空気圧が筒に装填された矢の前方に漏れなく矢に伝えるための構造を持っているという機能の違いから、風受と呼称される。

## 構造
吹き矢は、吹き筒と矢からなり、矢について特徴的な部分は、対象に刺さるための針と、吹き筒の内部で密閉性を発揮するシール構造から構成され、このシール構造は風受けとも呼ばれる。
矢は、金属製の針のほか、石製や竹や木製など、硬質の針状の素材であれば様々なものが利用できる。風受けには古くは、針や針状に細長く加工した竹に動物の体毛や樹皮や皮革や布などから、円錐に加工した紙の風受けが日本では使われてきた。現在では紙や樹脂フィルムなどを、円錐形に巻いた矢は日本独特のもので、日本以外では針金や竹串に、柔らかい素材のコットンやプラスチックの円錐の風受けがついている矢が用いられている。
吹き筒は日本古来のものとしては、木製で長尺の木に半円の溝を彫ったものを張り合わせた八角柱や円柱の筒や、竹の内側を均等に加工したものや、和紙を丸めたものがあり、それぞれの筒の内や外に漆を塗ったものがある。現在では様々な工業製品の空洞の円柱を吹き筒として代用できるほか、紙などを丸めた手作りのものから市販される玩具や競技用のものなどがあり、主にプラスチックなどでできている。また後述するように、針の部分を他のものに置き換えられたものも、スポーツや娯楽の分野で利用されている。

## 歴史
古来から世界各地で狩猟具として利用され、南米や東南アジアの狩猟を糧とする民族によって、今日も狩猟具として活用されている。これは弓矢より携帯が容易なことをはじめ、密林では弓矢より吹き矢の方が矢羽の風切り音が静かなこと、飛距離は弓矢ほどではないが、長い吹き筒を使用すれば高い命中精度が期待できること、さらには小さい矢が植物の枝葉が邪魔な場合に有利であることに加え、毒を併用すれば、小動物のみならず、ある程度の大きさの動物を捕らえることもできるといった理由によるものと考えられている。
民族例として、エクアドル東部のアマゾン川流域に住むワオラニ族はクラーレノキ（Strychnos toxifera R.H.Schomb. ex Lindl.）からクラーレを採り、モモヤシで作った吹き矢に塗り、獲物をしとめた。タイの密林に住むマニ族は木に登り吹き矢で鳥を仕留める他、森に隠れながら敵を狙う武器としても利用している。
日本では、同様に小動物の狩りに使われ、文献例としては、17世紀末成立の浮世草子『好色二代男』には、吹き矢で鳥を狩る記述が見られる。生類憐れみの令では、貞享4年（1687年）6月26日に、将軍徳川家綱の命日（6月8日）に吹き矢でツバメを撃ち殺したものが死罪になっている（「生類憐れみの令#年表」を参照）。毒と併用して暗殺などにも使用されたという伝承もあるが定かではない。また忍者などが使ったともされるが、忍術兵法書として知られる『万川集海』（1676年）の上では、日本の忍者が吹き矢を利用したことは確認されない。一部の忍術流派では実際に使用したとされる吹き矢が残っているものの、どの程度の実用があったのかは判っていない。障子であれば貫通も可能だが、窓ガラスが普及した社会において吹き矢による暗殺は難しく、水中狩猟にも適さない。

### 近代
その一方、江戸時代には遊技や懸け物としての射的（からくり吹矢）の出店として、庶民から大名までもが玩具としての吹き矢で、的当てなどをしていた。これは大正時代まで続いたが、明治維新の西欧化や風営法の設立などによって、廃れていった。

### 現代
現代の日本では、武器としての吹矢ではなく、危険性のない矢を用いた娯楽やスポーツとしての吹矢が主流となっている。その日本国内では、1990年代よりスポーツ競技としてや健康法としての吹き矢に脚光が当てられ、スポーツを主体とした活動団体として1998年に設立された日本スポーツ吹矢協会が主導的役割を果たしてきたが、楽しく健康増進をしながらの仲間づくりを目的とした吹矢の活動団体として、日本吹矢レクリエーション協会が2004年に発足し、楽しむことを主体とした吹き矢を提唱している。

## 使用方法
一般には、息を吹き込んで使用するため、吹き矢を装填した吹き筒の本体の片方を口に宛がって使用する。照準は筒の先端を口に宛がうことから、概ねその誤差を経験と勘によって補正する必要はあるが、至近距離でも一定の命中精度ではない。

### 動物の捕獲
発射速度は肺活量と胸や腹の筋力に左右され、その多くは狩りでも小動物などが精々である。筒の長さを延長すると、それだけ初速を稼ぐことができるが筒容積も増して、より多くの肺活量を必要とする。

#### 麻酔・毒の使用
より大型の動物を対象とした狩猟に用いる際には、針の先に毒を塗布して利用される。これにより獲物を確実にしとめることができる。なお毒の種類によっては外傷から注入されると麻痺ないし致死させるものであっても、人間が食肉として経口摂取しても問題ないものもあり、大型の動物を捕らえる狩猟道具として使われた地域では、そのような毒物利用の文化が発達している。経口摂取で問題を起こさない毒物が入手できなかった地域では、折角の獲物を毒物で汚染させてしまう狩猟用の吹き矢自体はそれほど発達しなかったが、食肉を得る訳ではない遠隔からの麻酔や暗殺などといった用途では利用された。また、こういった毒矢としての利用から、特定の動物種の名に吹き矢が冠されている例もあり、モウドクフキヤガエルのように毒をもつカエルのいくつかは、吹き矢や毒矢に利用されてきた。
使用される毒物に関しては、弓矢による使用（いわゆる毒矢）と合わせアメリカ先住民族(チェロキー族)の使用したクラーレ（d-ツボクラリン）が代表的だが、東インドの未開民族の間ではストリキニーネが、古代のガリア人が使用したヘリボー（ヴェラトリンを主成分とする有毒植物）などが知られている。中でも、筋弛緩剤の一種であるクラーレは適切な量を用いれば打ち込まれた動物は四肢の力がなくなるが、対象を殺さずにすむ(ただし、もし倒れた場合、倒れ方によっては重要な臓器を圧迫して死亡するという事故は起こりえる)。また、クラーレは代謝されて無害化されるので獲物を食用にしても差し支えない。
現代では近距離からの動物の捕獲のため、麻酔薬の入った注射器を矢としたものが獣医師などに利用されている。

### 競技・玩具
スポーツ用品や玩具としての吹き矢もあり、スポーツ吹き矢では専用の器具を使用するが、これらスポーツ用品であり狩猟具ではないため、矢は軽く作られ針の部分が短く、的に刺さる画鋲程度のものでしかない。また玩具としては安全性の観点から針の代わりに吸盤がついている製品もある。このような安全性に配慮した吹き矢で、矢を吹いて、当たった位置により命中精度や得点を競う競技である。
国内の吹矢団体の多くは、安全性を十分に考慮し先端が尖っていない矢を使っているが外国の吹矢団体は全て尖っている矢を用いているが問題はない。ダーツの的についているワイヤリングと同じ形のリングを用いて競技をする場合フラットダーツでは出来ない。さらに安全面を考慮した特許商品である吸盤式の矢と的、ビンゴゲーム式の的がある。特に介護施設や障害者団体、老人会、子供会、教育関係の団体を中心に全国に行われている。
近世の玩具として、「吹矢人形」が存在する。これは田中久重が発明したからくり人形の記録『久重の手記によるからくり図案』の中にも記述されているもので、人形が数本の矢を順次に筒中から吹き出し、的を倒していく装置である。人の息でなくとも、いわゆる蒸気の力を用いることでも、吹き矢を射出・作動させることは可能であり、溜めた空気圧を開放させるという点は気砲の原理とも似る（気砲の場合、手動であり、熱エネルギーを必要としない）。自動吹き矢はあくまで娯楽文化としての発明（そういう名目でないと、幕府に目をつけられる）であって、兵器としては利用されなかった（からくり#からくりの種類の「からくり的」も参照）。

## 創作物の扱い
- 仮面ライダーX - 1974年のTV特撮。2話において、主人公の神敬介が変身前の携帯武器として、コの字状の2連装の吹き矢を使用する。
- インディ・ジョーンズ/クリスタル・スカルの王国 - 2008年のアメリカ映画。主人公のインディアナ・ジョーンズが吹き矢を用いる部族に襲撃された際、矢を吹かれる前に噴出口から吹き返して毒矢を飲み込ませる奇策で対処している。